# Yoshihiro Nakano (Fußballspieler)
Yoshihiro Nakano (jap. 中野 嘉大, Nakano Yoshihiro; * 24. Februar 1993 in Akune, Präfektur Kagoshima) ist ein japanischer Fußballspieler.

## Karriere
Yoshihiro Nakano erlernte das Fußballspielen in der Schulmannschaft der Saga Higashi High School sowie in der Universitätsmannschaft der Universität Tsukuba. Seinen ersten Profivertrag unterschrieb er 2015 bei Kawasaki Frontale. Der Club aus Kawasaki, einer Stadt auf der japanischen Hauptinsel Honshū im Nordosten der Präfektur Kanagawa, spielte in der höchsten Liga des Landes, der J1 League. Mit Frontale stand er 2016 im Endspiel des Emperor’s Cup, dass man jedoch mit 2:1 gegen die Kashima Antlers verlor. Die Saison 2017 wurde er an den Ligakonkurrenten Vegalta Sendai nach Sendai ausgeliehen. Nach Leihende wurde er Anfang 2018 fest verpflichtet. Auch mit Sendai stand er 2018 im Finale des Emperor’s Cup. Im Finale verlor man mit 1:0 gegen den Erstligisten Urawa Red Diamonds. 2019 wurde er von Hokkaido Consadole Sapporo unter Vertrag genommen. Mit dem Erstligisten aus Sapporo stand er im gleichen Jahr im Finale des J. League Cup. Hier verlor man im Elfmeterschießen gegen Kawasaki Frontale. Ende März 2021 wurde er bis Saisonende an den Ligakonkurrenten Sagan Tosu nach Tosu ausgeliehen. Für den Erstligisten absolvierte er 29 Erstligaspiele. Nach der Ausleihe wurde er im Februar 2022 fest von Sagan unter Vertrag genommen. In der Hinrunde 2022 stand er viermal für Sagan auf dem Rasen. Zur Rückrunde 2022 unterschrieb er in Hiratsuka einen Vertrag beim ebenfalls in der ersten Liga spielenden Shonan Bellmare. Nach zwei Spielzeiten, in denen er 23 Ligaspiele bestritt, wechselte er am 1. Februar 2024 auf Leihbasis zum Zweitligisten Yokohama FC. Am Ende der Saison 2024 wurde er mit Yokohama Vizemeister und stieg in die erste Liga auf.

## Erfolge
Kawasaki Frontale
- Japanischer Pokalfinalist: 2016

Vegalta Sendai
- Japanischer Pokalfinalis: 2018

Hokkaido Consadole Sapporo
- Japanischer Ligapokalfinalist: 2019

Yokohama FC
- Japanischer Zweitligavizemeister: 2024  ▲